# Condado de Clinton (Iowa)
El condado de Clinton (en inglés: Clinton County, Iowa), fundado en 1837, es uno de los 99 condados del estado estadounidense de Iowa. En el año 2000 tenía una población de 50 149 habitantes con una densidad poblacional de 28 personas por km². La sede del condado es Clinton.

## Historia
El condado de Clinton se formó el 21 de diciembre de 1837. Su nombre es por DeWitt Clinton, gobernador de Nueva York y más ardoroso partidario de la construcción del canal de Erie. Las ciudades de DeWitt y Clinton también fueron nombrados en su honor.

## Geografía
Según la Oficina del Censo, el condado tiene un área total de 1839 km², de la cual 1800 km² es tierra y 39 km² es agua.

### Condados adyacentes
- Condado de Jackson norte
- Condado de Carroll, Illinois noreste, a través de la río Misisipi
- Condado de Whiteside, Illinois este, a través del río Misisipi
- Condado de Rock Island, Illinois sureste, a través del río Misisipi
- Condado de Scott sur
- Condado de Cedar suroeste
- Condado de Jones noreste

### Área nacional protegida
- Alta del río Misisipi Nacional de Vida Silvestre y Refugio de pesca (parte)

## Demografía
En el 2000 la renta per cápita promedia del condado era de $37 423, y el ingreso promedio para una familia era de $46 450. El ingreso per cápita para el condado era de $17 724. En 2000 los hombres tenían un ingreso per cápita de $35 049 contra $21 333 para las mujeres. Alrededor del 10.20% de la población estaba bajo el umbral de pobreza nacional.
| 1900   | 1910   | 1920   | 1930   | 1940   | 1950   | 1960   | 1970   | 1980   | 1990   | 2000   | Est.2006 |
| ------ | ------ | ------ | ------ | ------ | ------ | ------ | ------ | ------ | ------ | ------ | -------- |
| 43 832 | 45 394 | 43 371 | 44 377 | 44 722 | 49 664 | 55 060 | 56 749 | 57 122 | 51 040 | 50 149 | 49 782   |

## Lugares

### Ciudades
- Andover
- Calamus
- Camanche
- Charlotte
- Clinton
- De Witt
- Delmar
- Goose Lake
- Grand Mound
- Lost Nation
- Low Moor
- Toronto
- Welton
- Wheatland

### Comunidades no incorporadas
- Bryant
- Elwood
- Elvira
- Teeds Grove